# Henry Lüdeke
Henry Lüdeke (* 10. Oktober 1889 in New York City; † 29. Mai 1962 in Riehen) war ein US-amerikanischer Anglist und Amerikanist.

## Leben und Wirken
Henry Lüdeke studierte Anglistik und Germanistik, zuerst bis 1910 an der Yale University, wo er 1911 den Magistergrad erwarb. Von 1910 bis 1915 studierte er anschließend an den Universitäten Basel, Berlin und Frankfurt/M. Seine Promotion erfolgte 1915 an der Universität Frankfurt/M. bei dem Literaturwissenschaftler Julius Petersen mit einer Dissertation über „Ludwig Tieck und das alte englische Theater“. Kurze Zeit (1916) war er als Lektor für englische Sprache an den Universitäten Gießen und Bonn tätig. Bis 1923 war er dann im Schuldienst an Schweizer Schulen tätig, zuletzt an der Kantonsschule Schaffhausen. Von 1923 bis 1931 lehrte er als Professor für Anglistik an der Handelshochschule St. Gallen. Im Jahre 1930 übernahm er eine ordentliche Professur für Englische Philologie an der Universität Basel, die er bis 1959 innehatte. U. a. gehörte Lüdeke zu den Pionieren der Amerikanistik an den Universitäten in der Schweiz.
Lüdeke beschäftigte sich u. a. intensiv mit Ludwig Tieck und dessen Werk über Shakespeare. Außerdem veröffentlichte er eine umfangreiche „Geschichte der amerikanischen Literatur“ und verschiedene Anthologien.

## Veröffentlichungen (Auswahl)
- Ludwig Tiecks Shakespeare-Studien. Zwei Kapitel zum Thema: Ludwig Tieck und das alte englische Theater. o. O. 1917,
- (Hrsg.): Ludwig Tieck / Das Buch über Shakespeare. Handschriftliche Aufzeichnungen (= Neudrucke deutscher Literaturwerke des 18. und 19. Jahrhunderts, Bd. 1). Niemeyer, Halle/S. 1920.
- Ludwig Tieck und das alte englische Theater. Ein Beitrag zur Geschichte der Romantik (= Deutsche Forschungen, Bd. 6). Diesterweg, Frankfurt/M. 1922 (= Dissertation Universität Frankfurt/M. (Nachdruck: Gerstenberg, Hildesheim 1975, ISBN 3-8067-0274-8).
- Die Funktionen des Erzählers in Chaucers epischer Dichtung (= Studien zur englischen Philologie, Bd. 72). Niemeyer, Halle/S. 1928 (Reprint: Sändig, Wiesbaden 1973, ISBN 3-500-28590-2).
- (Hrsg.): Aus Tiecks Novellenzeit. Briefwechsel zwischen Ludwig Tieck und F. A. Brockhaus (= Aus dem Archiv F. A. Brockhaus, Bd. 3). Brockhaus, Leipzig 1928.
- (Hrsg.): Briefe. Ludwig Tieck und die Brüder Schlegel. Baer, Frankfurt/M. 1930.
- Frank Buchsers amerikanische Sendung 1866–1871. Die Chronik seiner Reisen. Holbein, Basel 1941.
- (Hrsg.): Metaphysical poetry. Selections from Donne, Herbert, Crashaw, Vaughan, Marvell and Traherne (= Bibliotheca anglicana, Bd. 6). Francke, Bern 1943.
- (Hrsg.): Alexander Pope. A selection (= Bibliotheca anglicana, Bd. 8). Francke, Bern 1945.
- The "democracy" of Henry Adams and other essays (= Schweizer anglistische Arbeiten, Bd. 24). Francke, Bern 1950.
- Geschichte der amerikanischen Literatur (= Sammlung Dalp, Bd. 37). Francke, Bern 1952 (653 S.) (2. neubearb. Aufl. 1963).
- Die englische Literatur. Ein kulturhistorischer Umriss (= Dalp-Taschenbücher, Bd. 307). Lehnen, München 1954 (2. Aufl. 1962).
- (Hrsg.): Anthology of American verse (= Bibliotheca anglicana, Bd. 11). Francke, Bern 1957.